# Corrente neutra
Corrente neutra ou Interações fracas neutras são uma das maneiras pelas quais partículas subatômicas podem interagir por meio da força fraca. Essas interações são mediadas pelo bóson Z A descoberta das correntes fracas neutras foi um passo significativo em direção à unificação do eletromagnetismo e da força fraca na força eletrofraca, e levou à descoberta dos bósons W e Z.

## Em termos simples
A força fraca é mais conhecida por seu papel no decaimento nuclear. Ela tem alcance muito curto, mas (além da gravidade) é a única força com que os neutrinos interagem. Como outras forças subatômicas, a força fraca é mediada por meio de partículas mediadoras. Talvez a mais conhecida das partículas mediadoras para a força fraca seja a partícula W, que está envolvida na decaimento beta. Os bósons W têm carga elétrica - existem partículas W positivas e negativas - no entanto, o bóson Z também é uma partícula mediadora para a força fraca, mas não tem carga elétrica.
A troca de um bóson Z transfere momento, spin e energia, mas deixa inalterados os números quânticos das partículas envolvidas - carga, sabor, número bariônico, número leptônico, etc. Como não há transferência de carga elétrica envolvida, a troca de bósons Z é referida como "neutra" na expressão "corrente neutra". No entanto, a palavra "corrente" aqui não tem nada a ver com eletricidade - ela simplesmente se refere à troca da partícula Z.
A interação de corrente neutra do bóson Z é determinada por um número quântico derivado chamado carga fraca, que atua de maneira semelhante ao isospin fraco para interações com os bósons W.

## Definição
A corrente neutra que dá nome à interação é a das partículas em interação.
Por exemplo, a contribuição da corrente neutra para 
ν
e
e−
→ 
ν
e
e−
 a amplitude de espalhamento elástico do processo 
ν
e
e−
→ 
ν
e
e−
 é
{\displaystyle {\mathfrak {M}}^{\mathsf {NC}}~\propto ~J_{\mu }^{\mathsf {(NC)}}(\nu _{\mathrm {e} })\;J^{{\mathsf {(NC)}}\ \mu }(\mathrm {e^{-}} )\ ,}
onde as correntes neutras que descrevem o fluxo do neutrino e do elétron são dadas por: 
{\displaystyle J^{{\mathsf {(NC)}}\ \mu }(f)={\bar {u}}_{f}\ \gamma ^{\mu }\ {\frac {1}{2}}\left(g_{\mathsf {V}}^{f}-g_{\mathsf {A}}^{f}\ \gamma ^{5}\right)\ u_{f}\ ,}
onde: 
{\displaystyle g_{\mathsf {V}}^{f}=T_{3}(f)-2\sin ^{2}\theta _{\mathsf {W}}\ Q(f)={\frac {1}{2}}\ Q_{\mathsf {W}}(f)}
e {\displaystyle \ g_{\mathsf {A}}^{f}=T_{3}(f)\ } são os acoplamentos vetoriais e axiais para o férmion {\displaystyle \ f~.}{\displaystyle \ T_{3}\ } denota o isospin fraco dos férmions, Q sua carga elétrica e {\displaystyle \ Q_{\mathsf {W}}\ } sua carga fraca . Esses acoplamentos equivalem essencialmente a quiral esquerdo para neutrinos e axial para léptons carregados .
O bóson Z pode se acoplar a qualquer partícula do Modelo Padrão, exceto glúons e fótons ( neutrinos estéreis também seriam uma exceção, se existissem). No entanto, qualquer interação entre duas partículas carregadas que possa ocorrer através da troca de um bóson Z virtual também pode ocorrer através da troca de um fóton virtual. A menos que as partículas em interação tenham energias da ordem da massa do bóson Z (91 GeV) ou superior, a troca de bósons Z virtuais tem o efeito de uma pequena correção, {\displaystyle \ (E/M_{\mathrm {Z} })^{2}\ ,} à amplitude do processo eletromagnético.
Aceleradores de partículas com energias necessárias para observar interações de corrente neutra e medir a massa do bóson Z não estavam disponíveis até 1983.
Por outro lado, as interações de bósons Z envolvendo neutrinos têm assinaturas distintas: fornecem o único mecanismo conhecido para espalhamento elástico de neutrinos na matéria; os neutrinos têm quase a mesma probabilidade de se espalharem elasticamente (via troca de bósons Z) quanto inelasticamente (via troca de bósons W ), de grande importância experimental, por exemplo, no experimento do Observatório de Neutrinos de Sudbury .
Correntes neutras fracas foram previstas pela teoria eletrofraca desenvolvida principalmente por Abdus Salam, John Clive Ward, Sheldon Glashow e Steven Weinberg, e confirmadas logo depois em 1973, em um experimento de neutrinos na câmara de bolhas Gargamelle no CERN .